# Keltie Head
Keltie Head är en udde i Antarktis. Den ligger i Västantarktis. Argentina, Chile och Storbritannien gör anspråk på området.
Terrängen inåt land är kuperad. Havet är nära Keltie Head åt nordväst. Trakten är glest befolkad. Närmaste befolkade plats är Mendel Polar Station, 11,1 kilometer väster om Keltie Head. 